# Ястребова, Анна Сергеевна
Анна Сергеевна Ястребова (род. 13 апреля 1983, Харьков)  украинская каратека, преподаватель высшей школы. Двукратная чемпионка мира по карате. Доцент кафедры экономической кибернетики в Харьковском национальном экономическом университете имени Семена Кузнеца.

## Биография
Родилась и живет в Харькове.
Имеет два высших образования  — Харьковский национальный университет имени В. Н. Каразина та Государственную академию физической культуры. Кандидат экономических наук, доцент кафедры экономической кибернетики Харьковского национального экономического университета.
Доцент кафедры экономической кибернетики Харьковском национальном экономическом университете имени Семена Кузнеца.
Замужем за президентом Харьковской ассоциации каратэ, мастером спорта международного класса, победителем и призером чемпионатов мира и Европы, международных кубков, заслуженным тренером Украины, руководителем клуба «Тайкан» Олегом Александровичем Ястребовым.
Есть дочь и сын.

## Награды
- Чемпионка Европы (2010, 2012 гг.)
- Абсолютная чемпионка мира 2012 года[3]
- Чемпионка мира 2013 года[4][5]
- Серебряный (2011 г.) и бронзовый (2017 г.) призер чемпионата Европы.
- Многократная чемпионка и призер международных турниров по карате.[6]
- Первое место на международном турнире New-York Open в абсолютного весовой категории и третье в весе +68 кг среди женщин 18 и старше.
- Чемпионка и призер международных турниров (2008 -2020 г.г.)[7],
- Чемпионка и призер чемпионатов и кубков Украины (2003-2020 г.г.).

## Спортивная карьера
- профессиональный тренер I категории с высшим спортивно-педагогическим образованием
- III международный дан
- мастер спорта Украины международного класса
- технический директор Харьковской ассоциации каратэ
- член национальной сборной по каратэ WKF
- тренер клуба «Тайкан»

## Тренерские результаты
- 3 золота на Дефлимпиаде 2017 года (второй тренер ЯНЧУК Карины.),
- 2 золота и одна бронза на турнирах самого высокого рейтинга олимпийского каратэ К1 премьер лиги
- многократные чемпионы и призеры международных турниров в Европе, Америке и Азии
- многократные чемпионы и призеры чемпионатов Украины, всеукраинских турниров